# Distretto di Tongod
Il distretto di Tongod è uno dei tredici distretti  della provincia di San Miguel, in Perù. Si trova nella regione di Cajamarca e si estende su una superficie di 163,89 chilometri quadrati.

Istituito il 14 giugno 1989, ha per capitale la città di Tongod; al censimento 2005 contava 3.317 abitanti.